# Nordiska krigen
Nordiska krigen var en serie krig 1655-1661 mellan Sverige, Polen, Ryssland, Österrike, Brandenburg och Danmark som utkämpades samtidigt. I svensk historieskrivning har konflikten traditionellt delats upp i fyra geografiskt avgränsade krig medan det i utländsk litteratur vanligen betraktas som en och samma konflikt. Det är i jämförelse med detta krig som det stora nordiska kriget har fått sitt namn. Vissa historiker vill även betrakta kriget mellan Polen, Sverige och Ryssland 1558-1583 som det första nordiska kriget, vilket innebär att Karl X Gustavs krig ibland benämns som det Andra nordiska kriget. Tillsammans med det stora nordiska kriget sorteras dessa in under samlingsbenämningen de Nordiska krigen som kännetecknas av en 163 år lång kamp mellan Polen, Ryssland, Danmark och Sverige om kontrollen över Östersjön (1558–1721).
Mer information om det nordiska kriget finns i följande artiklar:
- Karl X Gustavs polska krig 1655–1660
- Karl X Gustavs ryska krig 1656–1661
- Karl X Gustavs första danska krig 1657–1658
- Karl X Gustavs andra danska krig 1658–1660